# Oboa da caccia
Az oboa da caccia (magyar neve: vadászoboa) a nádnyelves hangszerek családjába tartozik. Kettős nádnyelves fúvókával megszólaltatott kónikus furatú fúvós hangszer, az oboa család tagja. Ez a hangszer fénykorát a barokk korban élte, ma angolkürttel helyettesítik, mivel hangtartománya az angolkürtéhez hasonló. F-hangolású, transzponáló hangszer, az oboához képest egy kvinttel lejjebb szól. A hangszer teste az oboáétól eltérően görbült alakú.

## Története és szerepe
Az első hangszert feltehetően a lipcsei J. H. Eichentopf alkotta meg. Az oboa da cacciáról az első feljegyzés 1722-ből származik, amikor Johann Friedrich Fasch egy Waldhautbois nevű hangszert rendelt Lipcséből a zerbsti udvar részére. A hangszer első feljegyzett megszólalása 1723. június 24-én történt, amikor Bach Ihr Menschen, rühmet Gottes Liebe kantátájának BWV 167/3 áriáját adták rajta elő. Mivel Bach csak egy hónappal az előadás előtt érkezett Lipcsébe, aligha valószínű, hogy részt vett a hangszer fejlesztésében. Viszont Bach minden bizonnyal a hangszer legtermékenyebb és legfontosabb szerzője, aki sokszor párban szólaltatta meg a hangszert. 1723-ban négy kantátában is szerepeltette. 1723 és 1727 között nagy számban írt oboa da caccia szólamokat. Olyan darabokban is szerepet kap mint a Karácsonyi oratórium (BWV 248), a János-passió, a Máté-passió, valamint kantátákban, különösen a Wachet auf, ruft uns die Stimme-ben (BWV 140). Egyéb ismert kompozíciók maradtak fenn Johann Friedrich Faschtől is.
Az oboa da caccia a késő barokk befejeződésével kiment a divatból, és újra majd csak a 20. században, a korhű hangzásra való törekvés jegyében került vissza a művészvilág köztudatába. 1780 és 1820 között Bécsben az oboát továbbfejlesztették (furat változtatása, billentyűzet), ugyanakkor az oboa da caccia kimaradt ebből, a korai angolkürt kétségkívül alkalmasabb volt a továbbfejlesztésre. Elmondható tehát, hogy az innováció divatja taszította le a cacciát. Ekkortájt adta át a csembaló is a helyet a kalapácszongorának.

## Felépítése
Az oboa da caccia egy bőrrel fedett, fából készült testből, valamint egy ráillesztett fa- vagy réztölcsérből áll. Két rézbillentyű felel az Esz és C hangokért, az Esz-billentyűt általában megismétlik a bal kéz számára. Általában kettős ujjlyukakat alkalmaznak a G és Gisz valamint az F és Fisz hangokhoz, hasonlóan a barokk szoprán oboához. A készítése lényegesen eltér a többi fúvós hangszerétől. A kónikus, azaz kúpos furatot és a külső felületet egyenes állapotban esztergán alakítják ki, majd fűrésszel egy sor ék alakú bevágást ejtenek a későbbi görbület belső oldalán, az ujjlyukakkal átellenben. Ezután a hangszert gőzölve meghajlítják, majd egy keskeny lécdarabot ragasztanak a belső oldalra, a görbület rögzítése céljából. A bevágásoknál fennmaradó hézagokat kitöltik, és az ívelt részt lefedik bőrrel. Megszólaltatása kettős nádnyelves fúvókával történik.
Az oboa da caccia meglehetősen szokatlan kapcsolatban áll az oboa család többi tagjával. Nem nevezhetjük joggal az angolkürt elődjének, mivel nagyjából egy időben jött létre mindkét hangszer. Leginkább mégis az angolkürt hasonlítható hozzá, és rutinszerűen ezzel is pótolják a da cacciát.

## Az oboa da caccia élete Bach után és a modern rekonstrukció
Bach után az Oboa da caccia hamar elvesztette fontosságát. A pontos hangjáról és az összeállításáról való tudás elveszett. Carl Sachs „Real-Lexicon der Musikinstrumente” (1913) című könyvében egy nyers és meglehetősen spekulatív képet alkot az oboa da cacciáról. Végül a da caccia az 1970-es években született újjá, mivel a Telefunken Records elkezdett felvételeket készíteni a Bach kantátákról, Nikolaus Harnoncourt és Gustav Leonhardt vezénylésével, egy taille (barokk tenor) oboával – amely szintén f-hangolású volt – vették fel, vegyes sikerrel.
Cary Karp, a stockholmi Zenei Múzeum kurátora felfedezett két jól megőrzött, Eichentopf által készített da cacciát (bár játszani nem lehetett rajtuk) svéd múzeumokban: egyik a saját múzeumának, a másik egy koppenhágai múzeum kiállítási tárgyai között bújt meg. Kutatásainak eredményeit a Galpin Society Journal-ban tette közzé. A két hangszert elvitte az oboaművész és hangszerkészítő Paul Hailperinhez, Zell im Wiesental-i birtokára. Így Németországban készültek az első modern másolatai az oboa da cacciának. Ezeket a hangszereket használták 1973 végén a Nikolaus Harnoncourt által vezényelt Karácsonyi Oratóriumokban.

## Fordítás
Ez a szócikk részben vagy egészben  az   Oboa da Caccia című angol Wikipédia-szócikk ezen változatának fordításán alapul.  Az eredeti cikk szerkesztőit annak laptörténete sorolja fel. Ez a jelzés csupán a megfogalmazás eredetét és a szerzői jogokat jelzi, nem szolgál a cikkben szereplő információk forrásmegjelöléseként.